# Parachutemoord
De parachutemoord is een in de Belgische media gebruikte term voor de moord op Els Van Doren in België in 2006. Els Clottemans werd hiervoor in beschuldiging gesteld en door het hof van assisen in Tongeren veroordeeld tot 30 jaar cel.

## Zaak
Op 18 november 2006 verongelukte de 36-jarige Els Van Doren in een tuin in Opglabbeek, toen bij een parachutesprong van 4000 meter haar parachutes (hoofd- en reserveparachute) niet opengingen. Deskundigen stelden vast dat er met de parachute was geknoeid en dat er dus sprake zou zijn geweest van sabotage. Zelfmoord achtte men uitgesloten omdat het slachtoffer wild bewegend naar beneden kwam.
Verdachte in deze zaak was Els Clottemans. Zij zat in dezelfde parachutevereniging als Van Doren en was naar eigen zeggen bevriend met haar. Van Doren en Clottemans hadden een relatie met dezelfde man. Volgens de aanklagers is het ook uitgesloten dat er in de parachuteclub sabotage is gepleegd. Clottemans had zowel de benodigde kennis om de parachutes te saboteren als toegang tot de parachutes van Van Doren tijdens een gemeenschappelijke overnachting bij de minnaar. Clottemans had dus de mogelijkheid en een motief om Van Doren te vermoorden. Zelf ontkende ze schuldig te zijn.
Het proces voor het hof van assisen in Tongeren begon op 24 september 2010 onder ruime media-aandacht. Op 20 oktober maakte de assisenjury bekend dat Clottemans schuldig was aan moord. Clottemans werd door het hof van assisen een dag later, op 21 oktober, veroordeeld tot een straf van 30 jaar cel, waar de openbaar aanklager vroeg om een levenslange celstraf. De enige verzachtende omstandigheid was de gehavende persoonlijkheid van de veroordeelde.
Els Clottemans werd verdedigd door advocaat Vic Van Aelst, die hierbij Jef Vermassen tegenover zich kreeg.
Het cassatieverzoek werd in mei 2011 verworpen.
In juni 2022 is Els Clottemans onder voorwaarden vrijgelaten.

## Media-aandacht
Het proces kreeg ruime nationale en internationale media-aandacht. Het feit dat een assisenzaak werd gevoerd zonder enig materieel bewijs ten laste van de beschuldigde werd daarbij vaak belicht. De zaak veroorzaakte veel ophef omdat de inbeschuldigingstelling en de veroordeling gebaseerd waren op sterke vermoedens op basis van een motief, het gedrag van de verdachte in de periode voor en na de moord, het feit dat ze verklaringen aflegde die niet strookten met de waarheid en de psychologische profilering op basis van de onwetenschappelijke rorschachtest, terwijl direct aan de moord gelieerde materiële bewijzen of getuigenissen die haar schuld rechtstreeks aantoonden ontbraken. 
Wat vooral belastend was, was het feit dat Clottemans de pilot chute terugvond op een hoogte van 30 meter in een boom, wat slechts plausibel was als zij dit voorwerp had gevolgd tijdens de sprong, wat vrijwel alleen had gekund als zij voorkennis zou hebben gehad van de sabotage. Bovendien loog Clottemans over het feit dat ze de weg waarlangs de boom met de parachute stond had genomen omdat ze de weg kwijt was geweest. Uit diverse getuigenissen bleek echter dat zij de omgeving prima kende. Bovendien pleegde Clottemans emotionele chantage op Van Doren en haar minnaar en had ze zelfs een beroep gedaan op een anonieme brief en dwingende telefoongesprekken met als doel de relatie te laten beëindigen.
Ondanks dit alles leidde de zaak tot discussies over de rol van de media in assisenzaken en de rol van volksjury's.

### Commotie rond aflevering Witse
In de aanloop naar het assisenproces van de parachutemoord was er commotie rond de aflevering In vrije val van de televisieserie Witse. In de bewuste aflevering, uitgezonden op 29 november 2009, lost de commissaris een moordzaak op waarbij een parachutiste bij een sprong om het leven komt na sabotage van de parachute. De parachutiste had in het verhaal een relatie aangeknoopt met een collega-springer. De advocaat van de nabestaanden van Van Doren stelde dat de makers van Witse zich hadden moeten realiseren "dat zo'n scenario bij de nabestaanden als pijnlijk en zelfs kwetsend wordt ervaren".